# 島越站

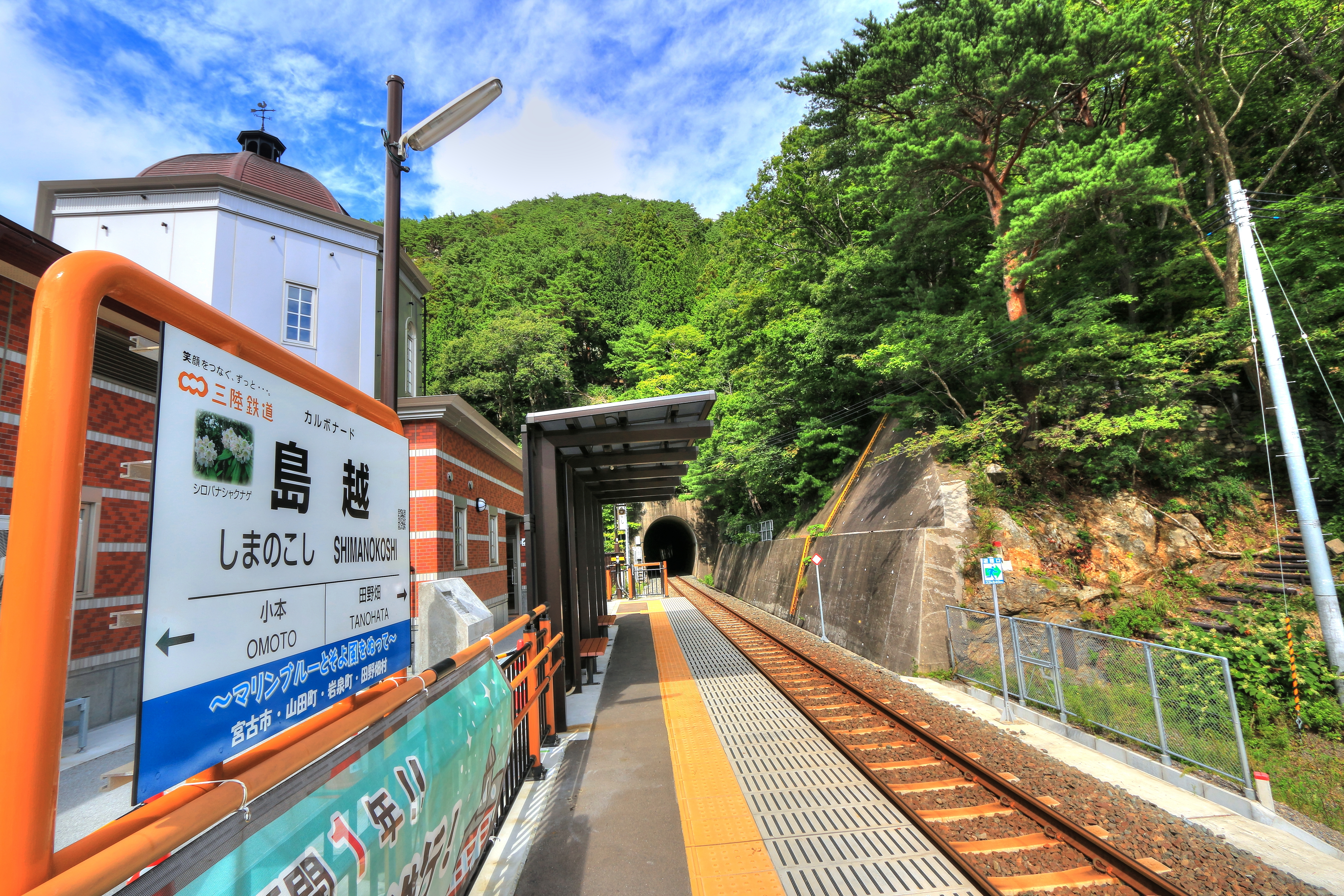
月台

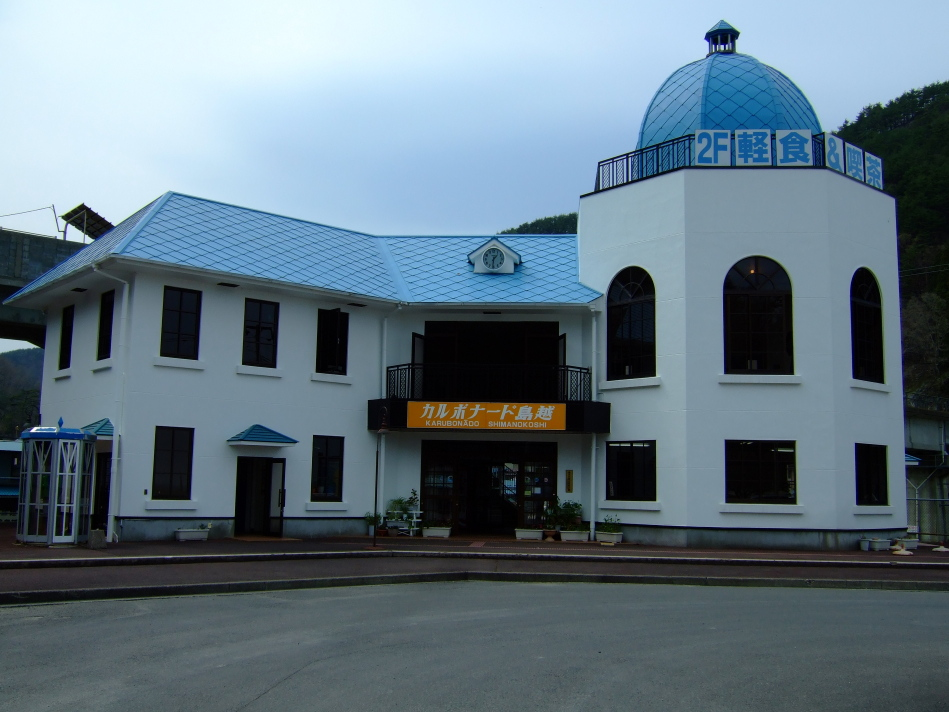
舊車站大樓（2010年5月）

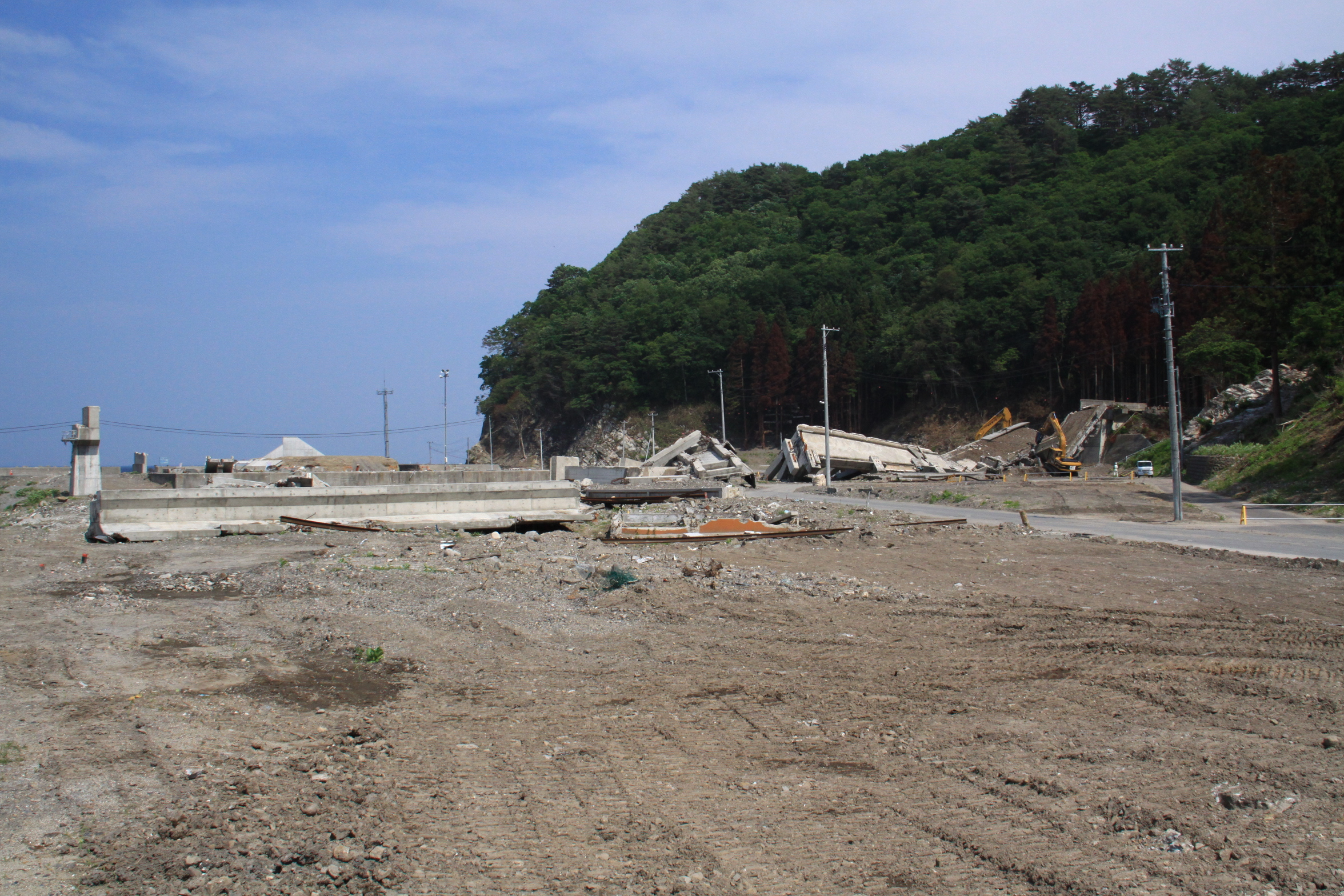
東日本大震災後的島越站
在海嘯衝擊後，車站大樓全毀，高架橋倒塌。（2011年6月29日）

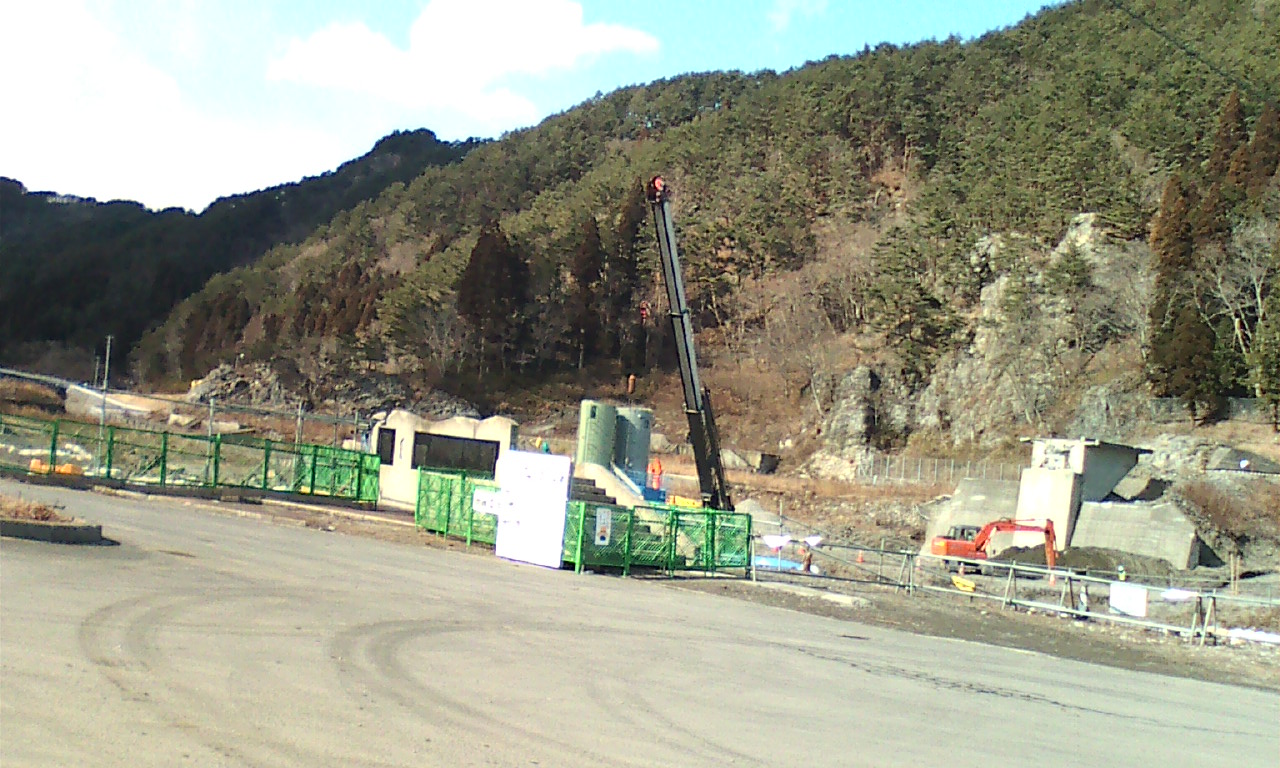
島越站進行復修工程
保存了宮澤賢治石碑和舊車站大樓的部分樓梯（2013年2月11日）

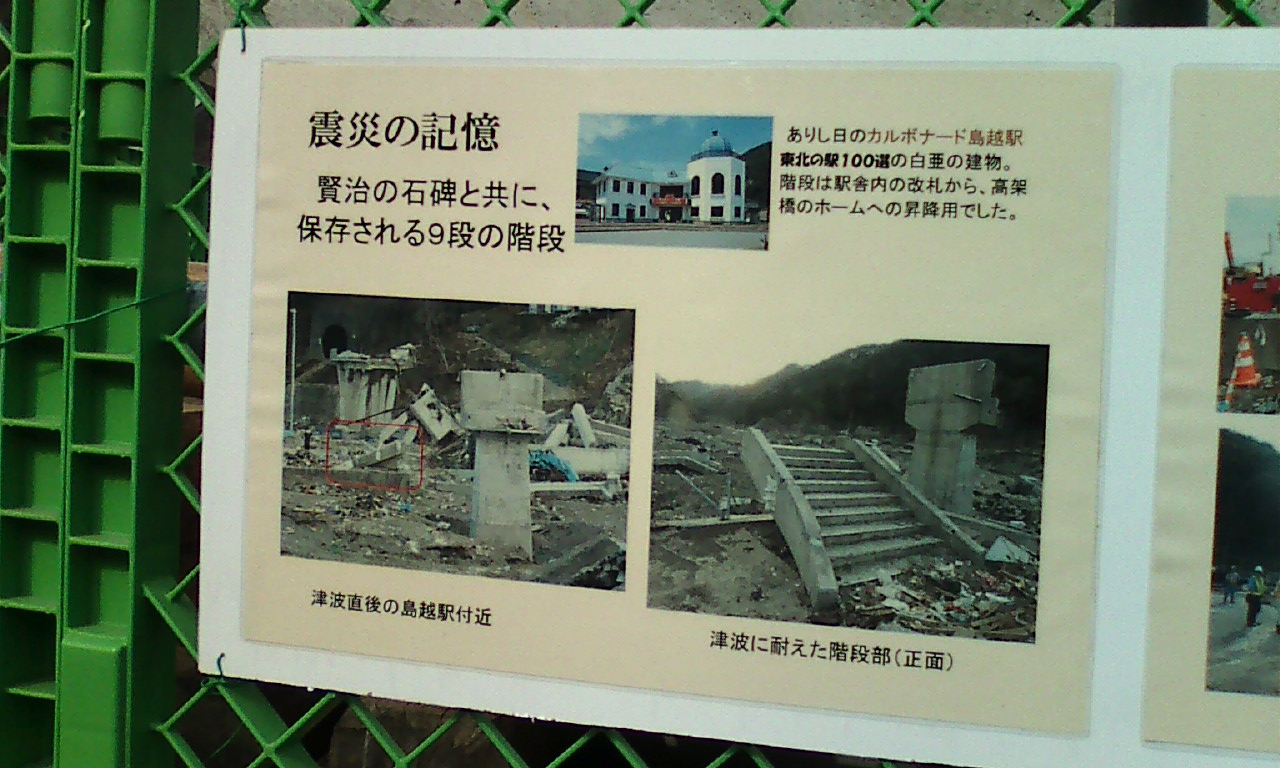
工程期間的說明牌（2013年2月11日）

島越站（日语：／ Shimanokoshi eki */?）是位於岩手縣下閉伊郡田野畑村1番1號之20，三陸鐵道的谷灣線車站。車站的愛稱為「Carbonnades」。名稱取自宮澤賢治的童話《卜多力的一生》中其中一個舞台——Carbonnades火山島。

## 歷史
在1984年（昭和59年）4月1日，三陸鐵道北谷灣線車站啟用。車站大樓由田野畑村建設。在車站啟用時為簡易委託車站。車站大樓1樓是售票處和商店，2樓是咖啡廳。大樓是一個優雅南歐風格建築物，設有八角形藍色屋頂。有許多遊客和鐵路迷慕名而來此站。月台是位於松前川橋樑上，設有1面1線的單式月台。
後來在2011年（平成23年）3月11日，發生了東北地方太平洋近海地震（東日本大震災）。田野畑村的震度為4，地震的震動比較小，但是震動後的海嘯衝擊使車站嚴重受損。除了車站大樓地基和樓梯外，其餘的車站大樓、月台和高架路軌均全毀。在全線重開前，設有由岩手縣北巴士行走的列車替代巴士。巴士行走在距離此站約4公里的國道45號上，需要步行1小時才能到達。此站所處的島越地區內只有數班田野畑村營巴士，因此當時十分困難前往此站。
2013年（平成25年）12月9日，車站大樓開始重新建進（於舊車站大樓北方約100米建造）。2014年（平成26年）4月6日，小本站（現時：岩泉小本站）至田野畑站之間重開，此站也同日重開。但是車站大樓附近的路堤工程和車站大樓重建工程延誤，使車站重開當時，車站大樓還未完工。同年7月27日，新車站大樓開始使用。2019年（平成31年）3月23日，東日本旅客鐵道釜石至宮古之間由三陸鐵道接管，此站成為谷灣線車站。

## 車站構造
此站是高架車站，設有1面1線的單式月台。此站是簡易委託車站。車站大樓與月台位於同一地面上。在車站重開時，車站位於松前川北邊路堤處，在震災前，車站大樓和月台位於松前川南邊。現時的車站大樓也設有八角形的屋根，有著第一代車站大樓的影子。中間設有檢票口和大堂，北邊設有候車室和展示室，南邊設有售票處、車站事務室、商店和餐廳。在1樓設有樓梯前往八角形小塔，該處為2樓的觀景台。另外，此站受到科威特的援助以重建車站。車站附近的路段由震災前的高架橋變為海嘯防波堤和路堤。站前廣場於2016年完成。

## 使用狀況
| 1日上下車人次變化 | 1日上下車人次變化 |
| 年度              | 1日平均人次       |
| ----------------- | ----------------- |
| 2014年            | 63                |
| 2015年            | 61                |
| 2016年            |                   |
| 2017年            |                   |
| 2018年            | 39                |

## 車站周邊
站前廣場處保存了舊車站大樓受嚴重損毀時剩下的宮澤賢治詩碑（「發動機船 二」），以及舊車站大樓連接月台的樓梯（震災遺構）。
- 岩手縣道44號岩泉平井賀普代線（日语：岩手県道44号岩泉平井賀普代線）
- 島越漁港〔北山崎（日语：北山崎）斷崖航線（舊・北山崎巡遊觀光船）[9]乘船處） - 步行約8分鐘[10]
- 島越海灘（現時為震災修復工程用地，因此關閉中）

## 其他
- 由於此站「可看見廣寬大海，時尚獨特的南歐風格車站大樓」，於2002年（平成14年）被選為東北車站百選之一。
- 在2013年（平成25年）4月至9月之間播映的NHK連續電視小說「小海女」中，於此站取景，當時車站與附近路段已經被海嘯衝毀。

## 相鄰車站
三陸鐵道
■谷灣線
岩泉小本－島越－田野畑

## 注腳
1. ↑  . 讀賣新聞. 2011-04-05  [2014-07-27]. （原始内容存档于2011年4月8日） （日语）.
2. ↑  . 岩手日報. 2013-12-10  [2014-07-27]. （原始内容存档于2013年12月13日） （日语）.{
3. ↑  . 岩手日報. 2014-01-02  [2014-07-27]. （原始内容存档于2014年1月3日） （日语）.
4. ↑  . 読売新聞. 2013-09-22  [2014-07-27]. （原始内容存档于2014年1月11日） （日语）.
5. ↑  . NHK新聞. 2014-07-27  [2014-07-27]. （原始内容存档于2014年7月27日） （日语）.
6. ↑  . 毎日新聞 (毎日新聞社). 2019-03-23  [2019-03-24]. （原始内容存档于2019-03-23） （日语）.
7. ↑  国土数値情報(駅別乗降客数データ)2011-2015年  （页面存档备份，存于）（日語） - 國土交通省，国土数値情報(駅別乗降客数データ)2018年  （页面存档备份，存于）（日語） - 國土交通省，2019年9月3日參閲
8. ↑  . 河北新報. 2011-07-26  [2014-07-27]. （原始内容存档于2011年10月20日） （日语）.
9. ↑  . まちむらの宝. 全國町村會（日语：全国町村会）.   [2014-07-30]. （原始内容存档于2014年7月30日） （日语）.
10. ↑   (新闻稿). 三陸鐵道. 2014-07-16  [2014-07-30]. （原始内容存档于2014年7月30日） （日语）.

## 外部連結
- 車站·周邊資訊【島越站】 （页面存档备份，存于）（日語）：三陸鐵道